# Вінницька армійська група
Вінницька армійська група — група радянських військ в 1938–1939 роках, що утворилися в рамках реорганізації організаційної структури Червоної армії, що проводилась з 1937 року.
Одна з шести армійських груп, створених на західному кордоні СРСР, у зв'язку з Судетською кризою в 1938 році.